# Rue d'Alésia
Rue d'Alésia är en gata i Quartier du Parc-de-Montsouris, Quartier du Petit-Montrouge och Quartier de Plaisance i Paris fjortonde arrondissement. Gatan är uppkallad efter den galliska staden Alesia, där ett slag ägde rum mellan romarna och gallerna år 52 f.Kr. Rue d'Alésia börjar vid Rue de Tolbiac och slutar vid Rue de Vouillé.

## Omgivningar
- Saint-Pierre de Montrouge
- Impasse du Moulin-Vert
- Rue du Moulin-Vert
- Square du Chanoine-Viollet
- Villa d'Alésia
- Jardin Lionel-Assouad
- Impasse du Rouet
- Cité Annibal
- Rue Maurice-Loewy
- Jardin Henri-et-Achille-Duchêne

## Bilder
| - Gatuskylt. - Saint-Pierre de Montrouge. - Square du Chanoine-Viollet. - Jardin Henri-et-Achille-Duchêne. |

## Kommunikationer
- Tunnelbana – linje  – Alésia
- Busshållplats Alésia – Maine – Paris bussnät
- Busshållplats Alésia – Jean Moulin – Paris bussnät

### Webbkällor
- ”Rue d'Alésia”. Mairie de Paris. https://web.archive.org/web/20160303170400/http://www.v2asp.paris.fr/commun/v2asp/v2/nomenclature_voies/Voieactu/0170.nom.htm. Läst 21 december 2023.
- ”Rue d'Alésia (14ème arrondissement)”. Les rues de Paris. https://web.archive.org/web/20160409075913/http://www.parisrues.com/rues14/paris-14-rue-d-alesia.html. Läst 21 december 2023.